# Nevajärvi (sjö i Norra Österbotten, lat 64,38, long 26,18)
Nevajärvi är en sjö i Finland. Den ligger i kommunen Siikalatva i landskapet Norra Österbotten, i den centrala delen av landet, 500 km norr om huvudstaden Helsingfors. Nevajärvi ligger 105,4 meter över havet. Arean är 12,7 hektar och strandlinjen är 1,89 kilometer lång. Sjön  ingår i Siikajokis huvudavrinningsområde.   I omgivningarna runt Nevajärvi växer i huvudsak blandskog.